# 阪神7890・7990形電車
阪神7890・7990形電車（はんしん7890・7990がたでんしゃ）は、かつて阪神電気鉄道（阪神）が1986年より使用していた電車で、赤胴車と呼ばれる急行系車両の形式である。3801・3901形の先頭車2両を改造・改番し、武庫川線専用車として投入された。

## 概要
1974年に西大阪線延伸用として登場した急行用車両の3801・3901形は、1977年までに4両編成3本の12両が製造されたが、1986年に第1編成の4両が脱線事故の頻発により廃車となり、残った4両編成2本の8両のうち6両は本線急行用の6両編成1本に組成変更され、8701・8801・8901形となった。
6両編成化で残った先頭車2両については、武庫川線専用の2両編成に改造されることとなり、廃車となった第1編成の機器を流用した電動車化などの改造・改番により1986年に登場したのが本形式である。

## 改造内容
先頭車は付随車であったため電装化改造が必要となったが、台車・制御装置等は3801形の発生品を流用している。全長は7890（旧3904）が18,880mm、7990（旧3905）は100mm長い18,980mmとなっている。内装は客室のみ8000系と同様の化粧板に変更され、乗務員室は緑系のまま存置された。
7890は、3901形で唯一電動発電機・蓄電池の無かった3904が電装化・改番された。台車は付随台車のFS090から電動台車のFS390に換装、制御装置は1C4MのABFM-138-15-MDHA改に改造され、主電動機は4台となるため永久直列となり、発電ブレーキは撤去された。
7890へ集電装置を搭載する際は、前よりから2個目の冷房装置を撤去し、下枠交差式パンタグラフを1基搭載した。同時期には7861・7961形の電装化改造車7871・7873が同様の形態で改造されている。
7990は3905より改番され、床下機器に大きな変更はないが、電動発電機のCLG-346（出力75kVA）が新設されている。台車は改造前と同じFS-090である。
電動車が偶数向きで、1形式1両ずつのみとなっている。車両番号は7892・7992とはされず、阪神の営業用車では唯一「0」で始まる形式となった。

## 編成構成
種車は3801・3901形の4両編成2本のうちの先頭車2両であり、3901形の3904は電装化の上Mc車の7890に、3905は付随車のままTc車の7990に改番された。残る6両は本線用として8701・8801・8901形の6両編成1本に改造されている。
新旧車両番号の対応は以下のとおり。
|                   | ← 武庫川武庫川団地前 → | ← 武庫川武庫川団地前 → | 竣工          |
| 新車種 （旧車種） | クハ Tc                | クモハ Mc (クハ) (Tc)  |               |
| 新番号 （旧番号） | 7990 (3905)            | 7890 (3904)            | 1986年9月29日 |

7890・7990形
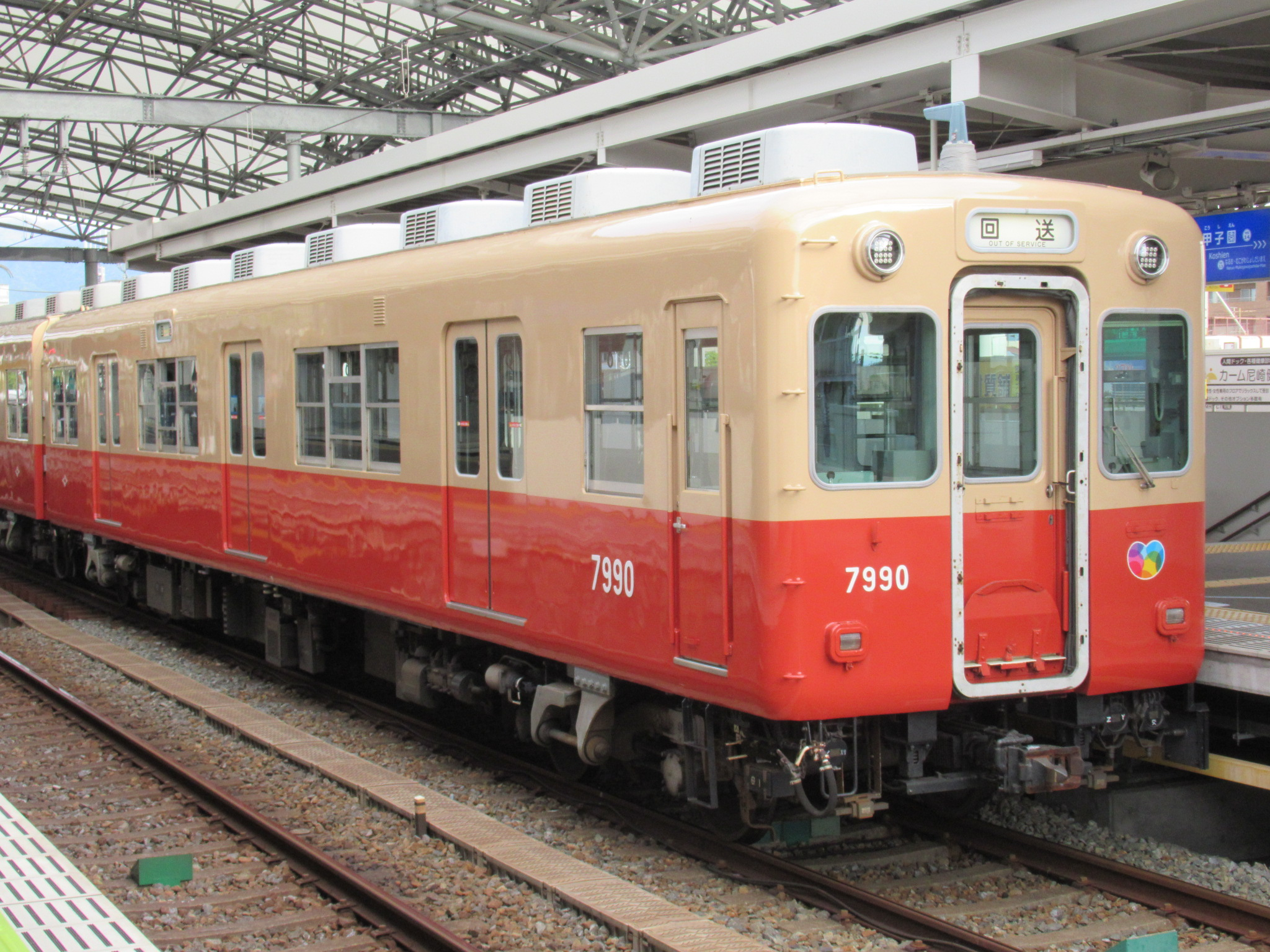
7990
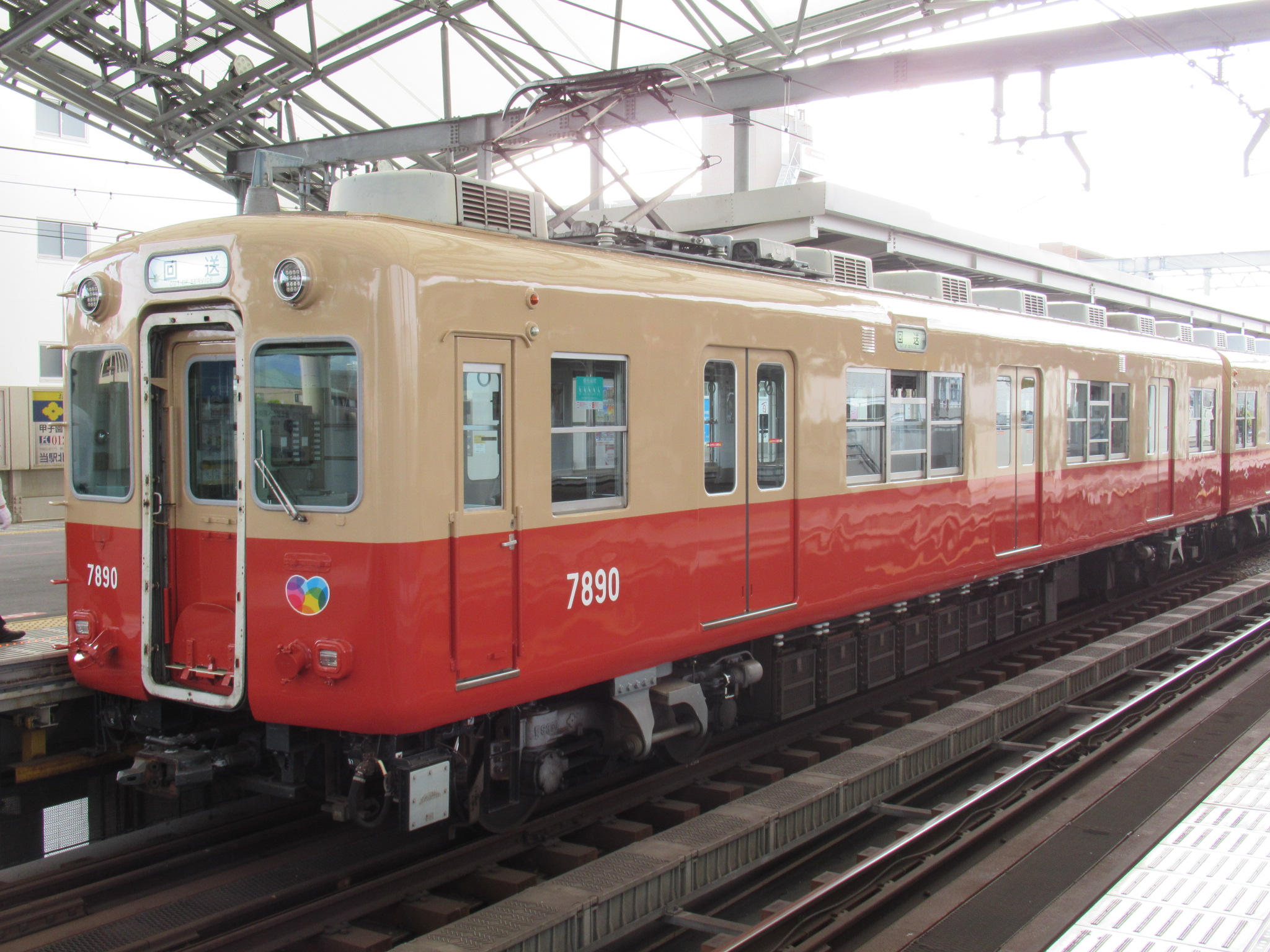
7890
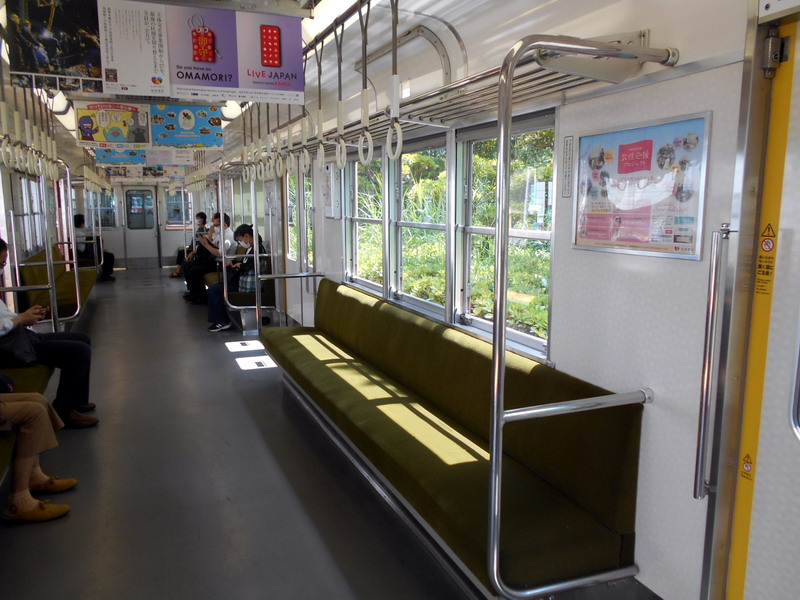
7890系の車内

### 編成表
2006年4月1日現在。
| ← 武庫川団地前 → |      |
| Tc               | Mc   |
| 7990             | 7890 |

## 導入以降の改造
1994年には7990の運転台後部に車椅子スペースが設置された。2000年にはワンマン化改造が行われている。

### ワンマン化改造
2000年10月1日からの武庫川線のワンマン運転開始に伴い、7890・7990形は7861・7961形の3編成6両とともにワンマン運転対応改造が施工された。
バンドン連結器から廻り子式連結器への換装は実施されておらず、7890形の座席下に偏差アダプタを収納している。

## 運用の変遷

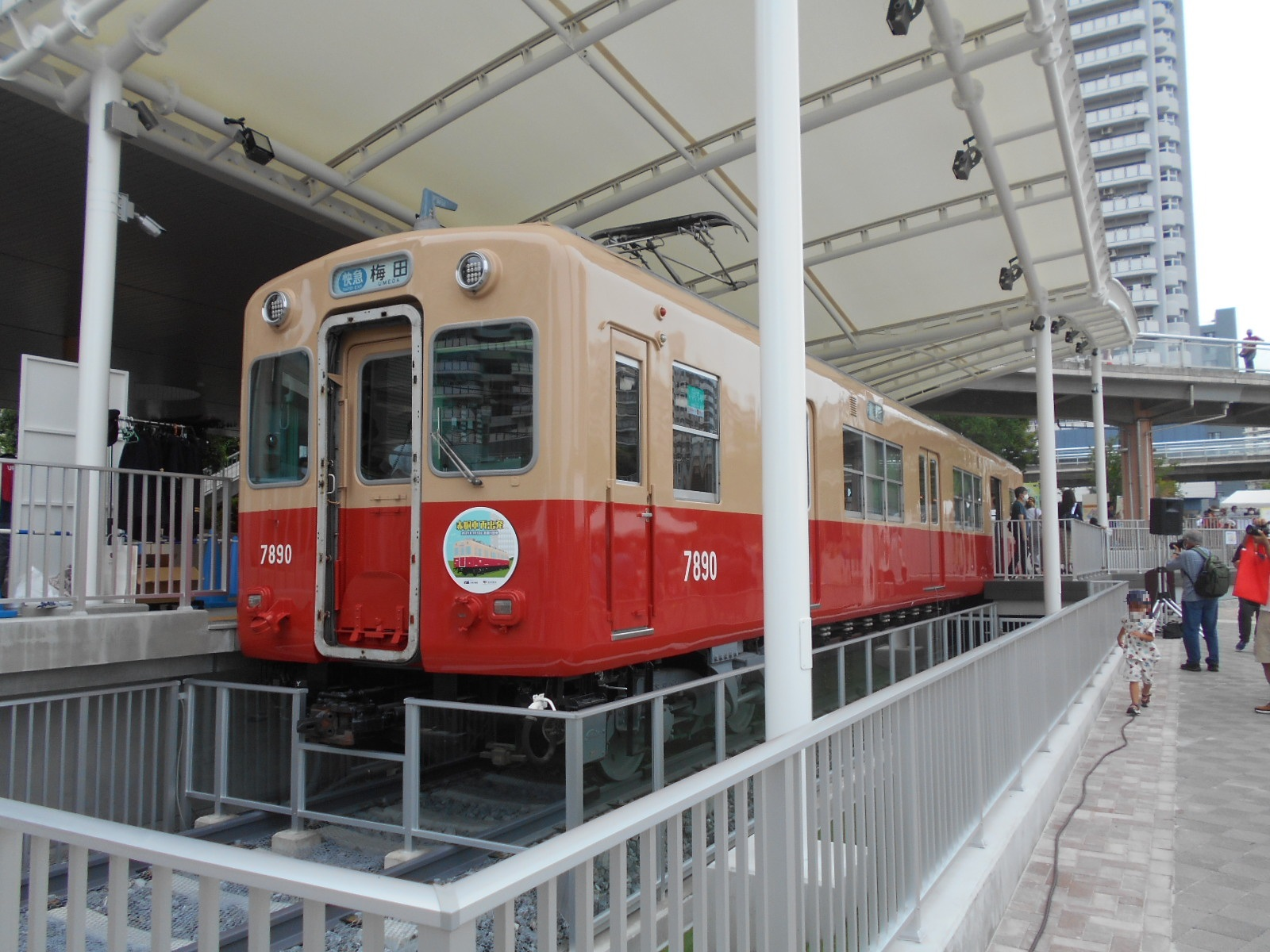
武庫川団地に保存された7890号車

7861・7961形とともに武庫川線で運用されていた。制御器の特性から高速運転が不可能なため、営業運転では最高速度45km/hの武庫川線限定で使用されていた。1995年の阪神・淡路大震災発生時は尼崎車庫に留置されていたため被災は免れた。
車両の老朽化とバリアフリー対応推進に基づき、2020年6月2日をもって5500系改造車に置き換えられ退役した。5500系への置き換え日は当初は5月末とされていたが、新型コロナウイルス感染症の感染拡大防止のため6月に延期された。運行終了後、尼崎車庫で社員限定の撮影会が行われた。
運用を離脱した7890号・7990号のうち、7990号は2020年6月12日付けで廃車となった。廃車後の7990号は深夜にトレーラーによる陸送でリサイクル工場へ搬出され、工場内で解体されている。
7890号は独立行政法人都市再生機構（UR都市機構）に譲渡の上、西宮市のUR武庫川団地内の広場に静態保存し地域住民のコミュニティースペースとして活用。2021年3月4日に保管されていた尼崎車庫から搬入され、同年7月10日から一般開放している。